# ЛМ-93
ЛМ-93 (71-132) — чотиривісний трамвайний вагон, що випускався на Петербурзькому трамвайно-механічному заводі в 1993—1999 роках. Це були перші трамвайні вагони заводу, що не експлуатувалися в Петербурзі. Було побудовано 68 таких вагонів.
Трамвайні вагони ЛМ-93 працюють у містах:
- Владивостоці
- Нижньому Тагілі (тільки службові вагони)
- Осинниках
- Салаваті (тільки службовий вагон)
- Смоленську
- Уфі
- Хабаровську (тільки службовий вагон)

Раніше працювали в Архангельську (трамвайний рух закрито в 2004 р.), Ангарську (частина вагонів передана в Комсомольськ-на-Амурі , частина законсервована), Ульяновську (вагони списані в 2009-10 рр.), Казані (вагони виведені з експлуатації в березні 2016 р.). Комсомольську-на-Амурі (трамвайний рух закрито у 2018 році). Це були перші трамвайні вагони заводу, які не експлуатувалися у Петербурзі.

## Історія
У зв'язку із зменшенням кількості замовлень з боку ДУП «Міськелектротранс» міста Санкт-Петербург, ПТМЗ на початку 1990-х років XX століття почав шукати нові ринки збуту. Складність полягала в тому, що у виробництві на той час перебували лише зчленовані вагони типу ЛВС-86, а більшість трамвайних господарств Росії експлуатували лише чотириосний рухомий склад. Оскільки вагони ПТМЗ традиційно обладналися пневматичною системою, основними споживачами розглядалися трамвайні господарства, які експлуатували вагони виробництва РВЗ. У 1993 під керівництвом головного конструктора Фокіна І. І. на основі трамвайного вагона ЛВС-86К був розроблений і побудований трамвайний вагон типу 71-132 (ЛМ-93).
Вагони дещо відрізнялися від своїх попередників. Каркас кузова ЛМ-93 був виконаний із профілів коробчатого перерізу. Це дозволило забезпечити підвищену міцність кузова. Вхід до кабіни водія виконали окремим від салону, через половину передніх дверей. Вагон обладнали покращеними мостовими візками із гідравлічними гасниками коливань. У салоні за кабіною водія змонтували шафу з електроустаткуванням.

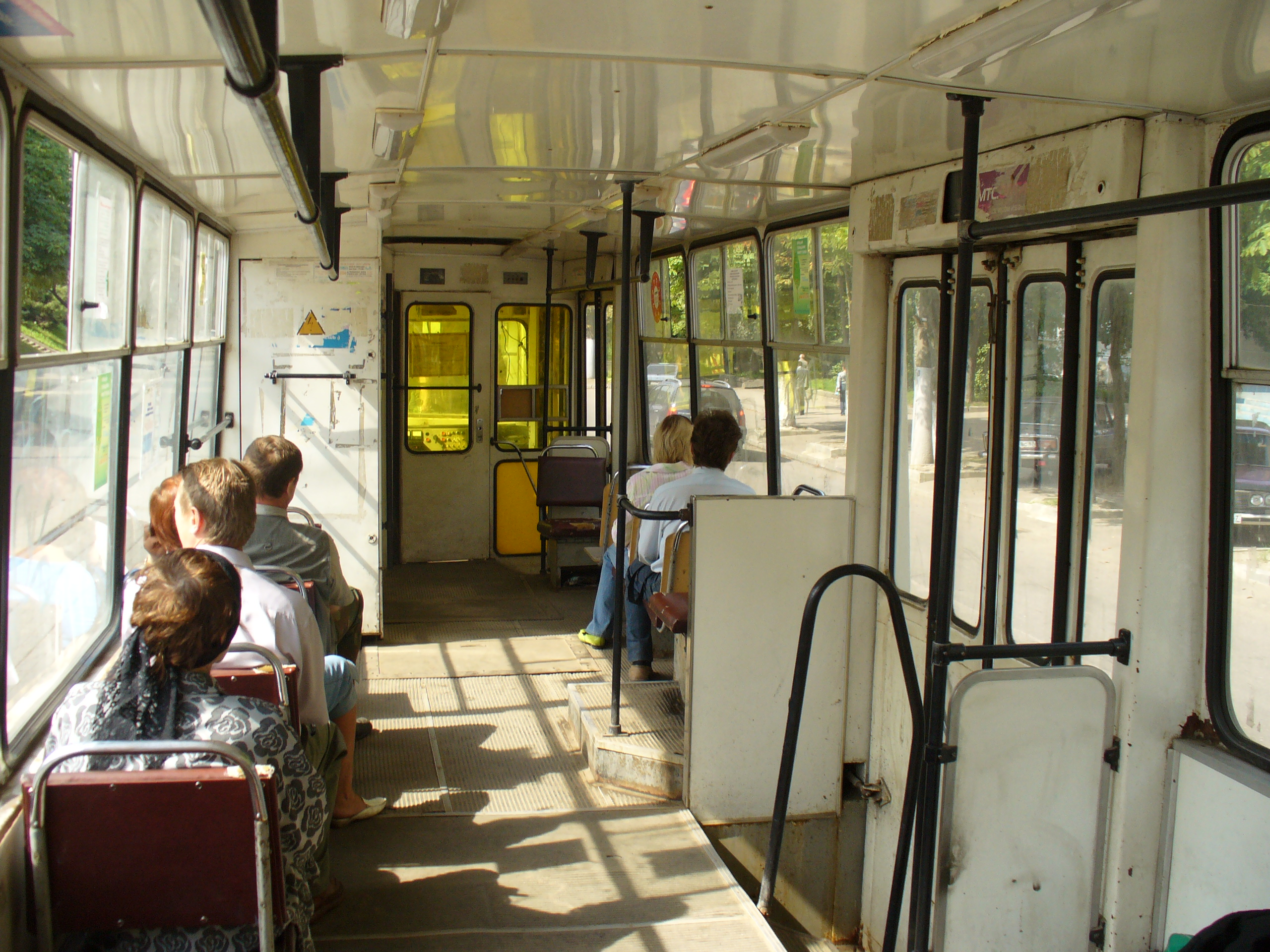
Салон вагона ЛМ-93

Перші два вагони були відправлені до Комсомольська-на-Амурі. Протягом 1993—1996 було збудовано 68 таких вагонів. Вагони із заводськими номерами 020-023 та 059 були зібрані з машинокомплектів у Комсомольську-на-Амурі на авіаційному заводі. В Архангельську, Осинниках та Владивостоці замість штатних пантографів було встановлено струмоприймачі бугельного типу. В інших містах чотириплечі пантографи замінили на двоплечя виробництва УКВЗ.
У 1998 році було збудовано вдосконалені вагони ЛМ-93. Мотор-генератор замінили статичним перетворювачем типу БПН з одночасним винесенням його на дах вагона. Висвітлення салону замість ламп розжарювання виконали люмінесцентним. Зовні вздовж вагона під вікнами і верхи фальшбортів пропустили рифлені молдинги. Дахове обладнання приховали декоративними металевими фальшбортами. Застосували прямокутні плафони світлових сигналів. З вагона зав. № 072 пускові та гальмівні реостати винесли з-під підлоги на дах вагона. Виробництво модернізованих ЛМ-93 було припинено на початку 2000 року на користь нової моделі — ЛМ-99.

## Конструкція

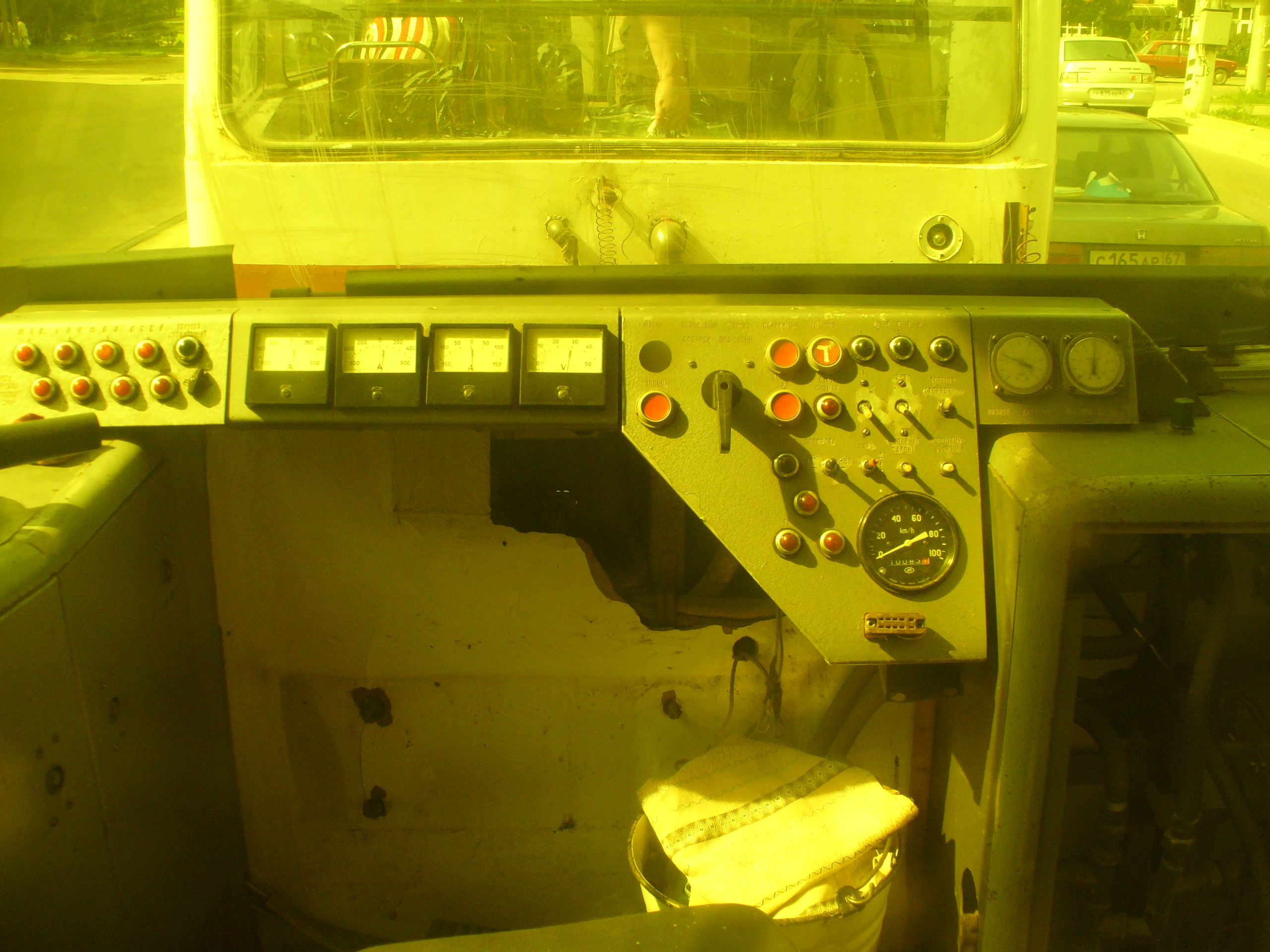
Пульт управління в Смоленському вагоні ЛМ-93

ЛМ-93 — односторонній високопольний чотиривісний трамвайний вагон колії 1524 мм. Вагони дещо відрізнялися від своїх попередників. Кузов трамвая ЛМ-93 відрізняється від кузова ЛМ-68М посиленою рамою та окремим входом у кабіну з вулиці, через половину передньої двері. Вагон обладнали покращеними мостовими візками з гідравлічними гасителями коливань. У салоні за кабіною водія змонтували шафу з електрообладнанням.

## Світлини

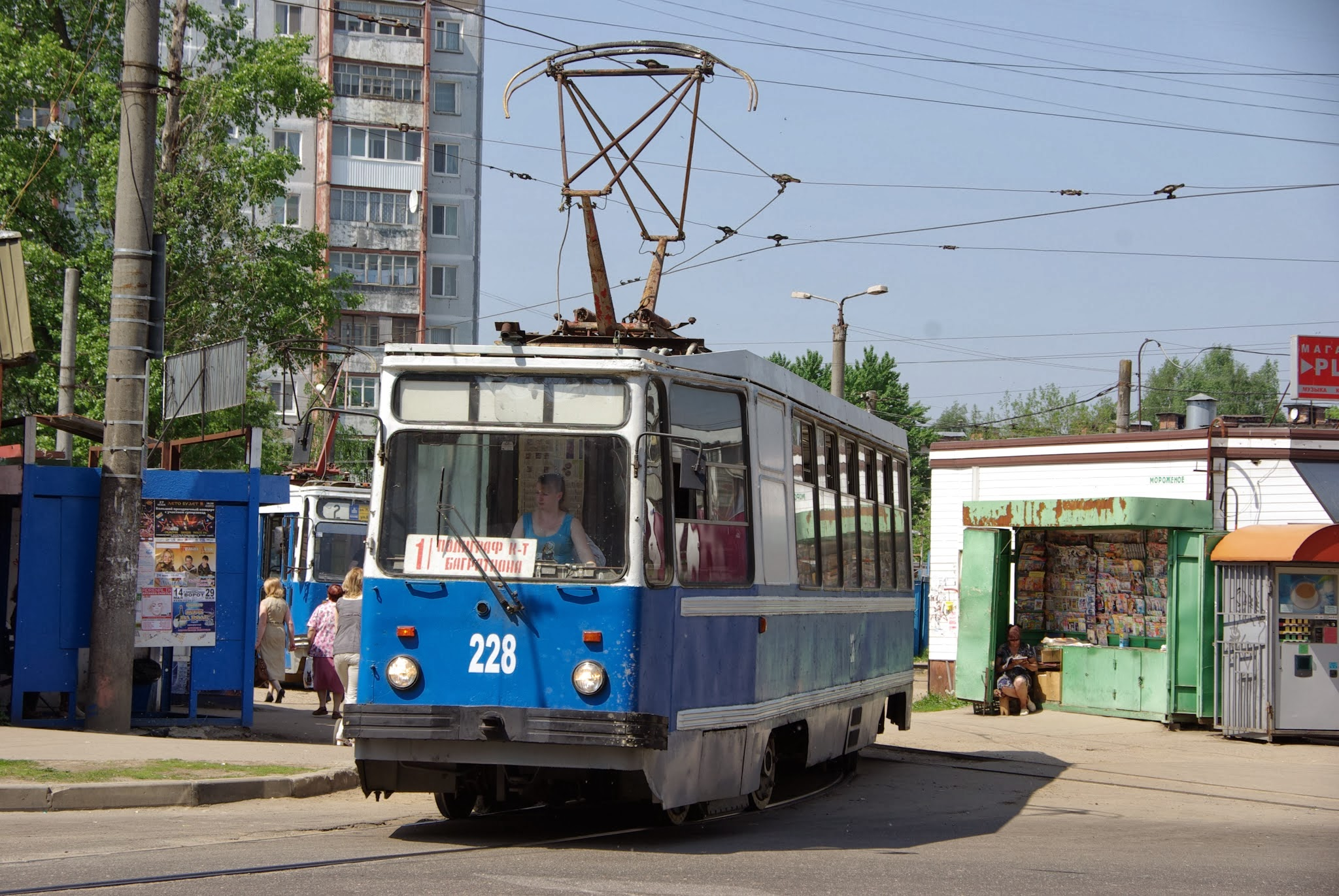
ЛМ-93 № 228 в Смоленську
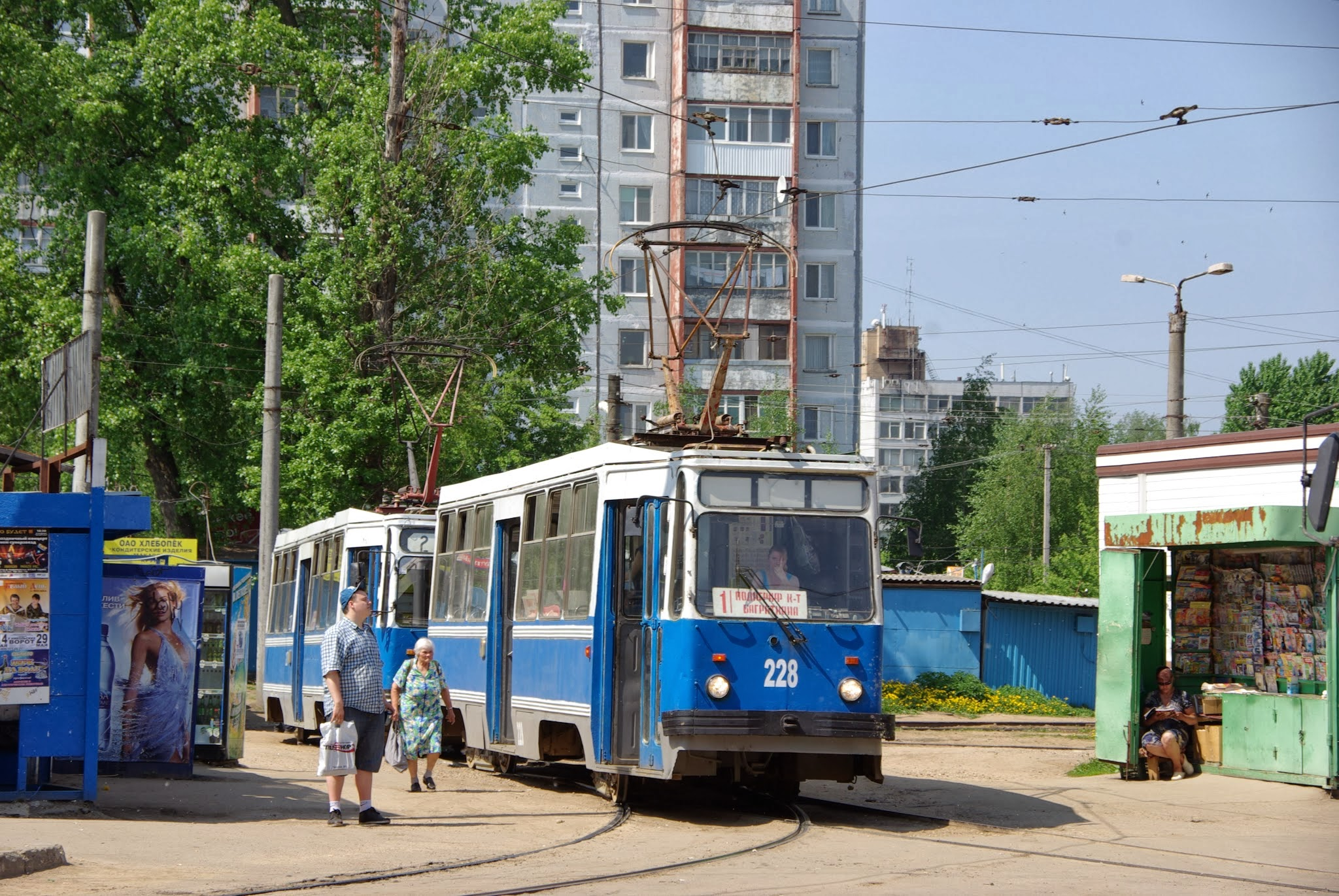
ЛМ-93 № 228 в Смоленську
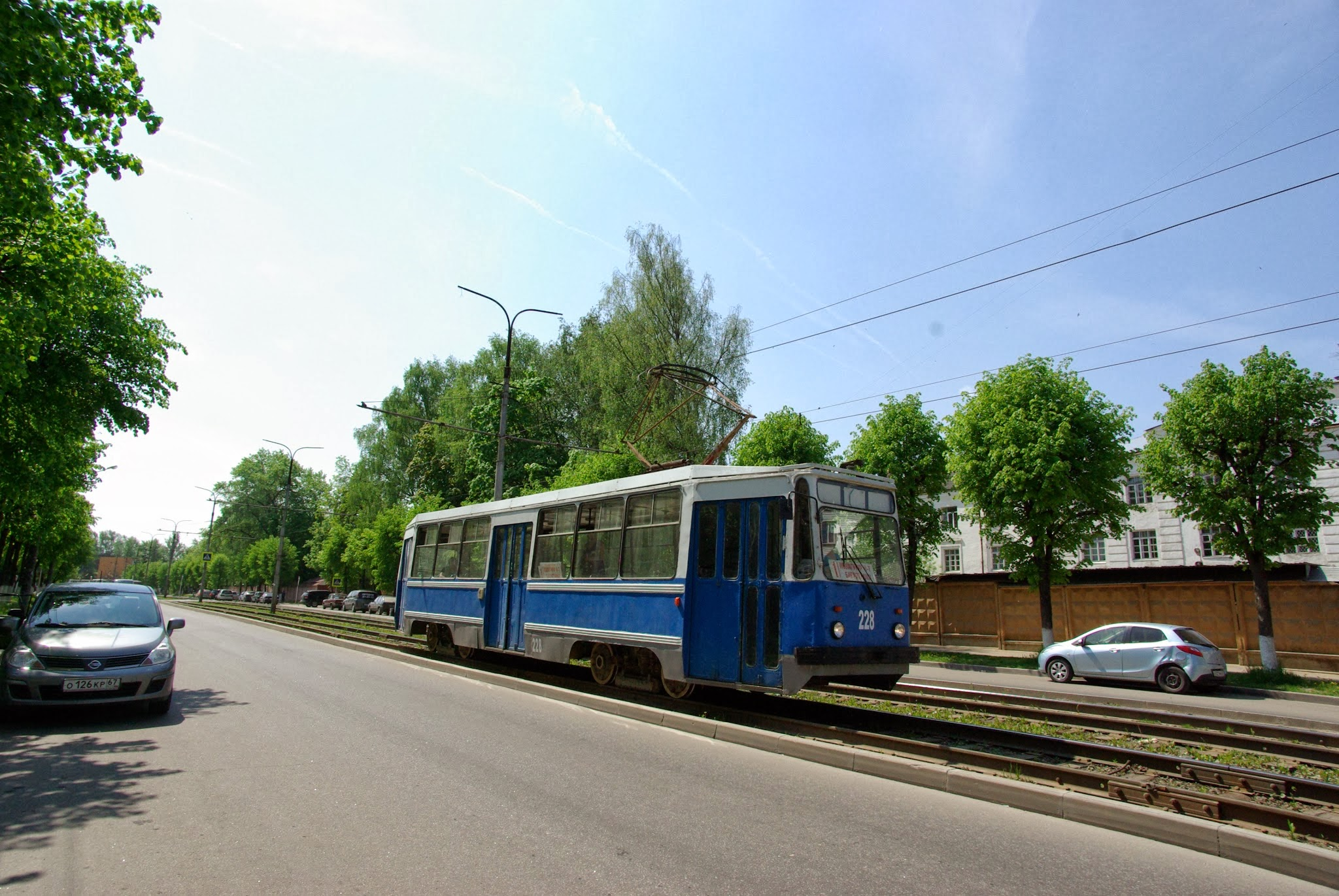
ЛМ-93 № 228 в Смоленську
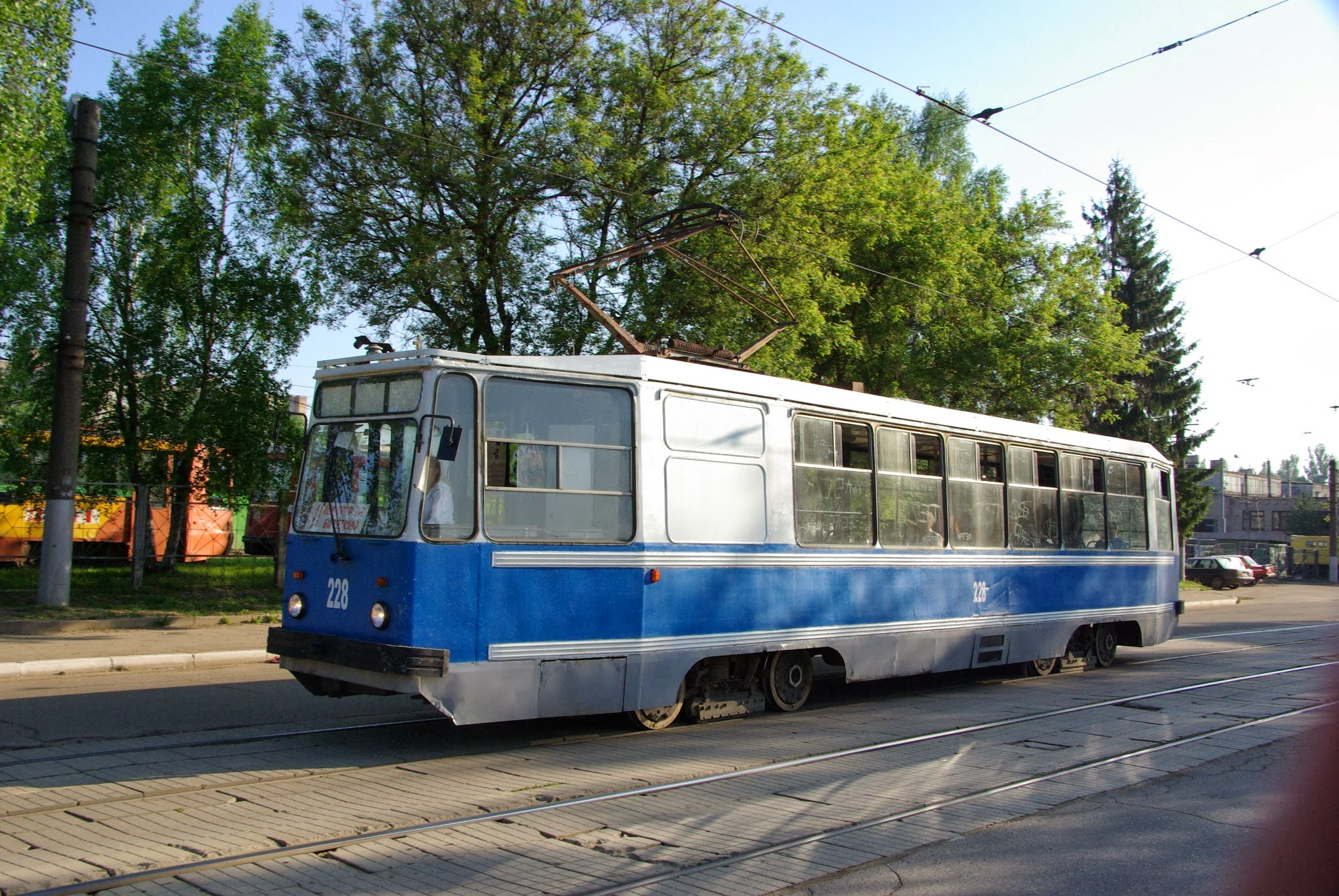
ЛМ-93 № 228 в Смоленську
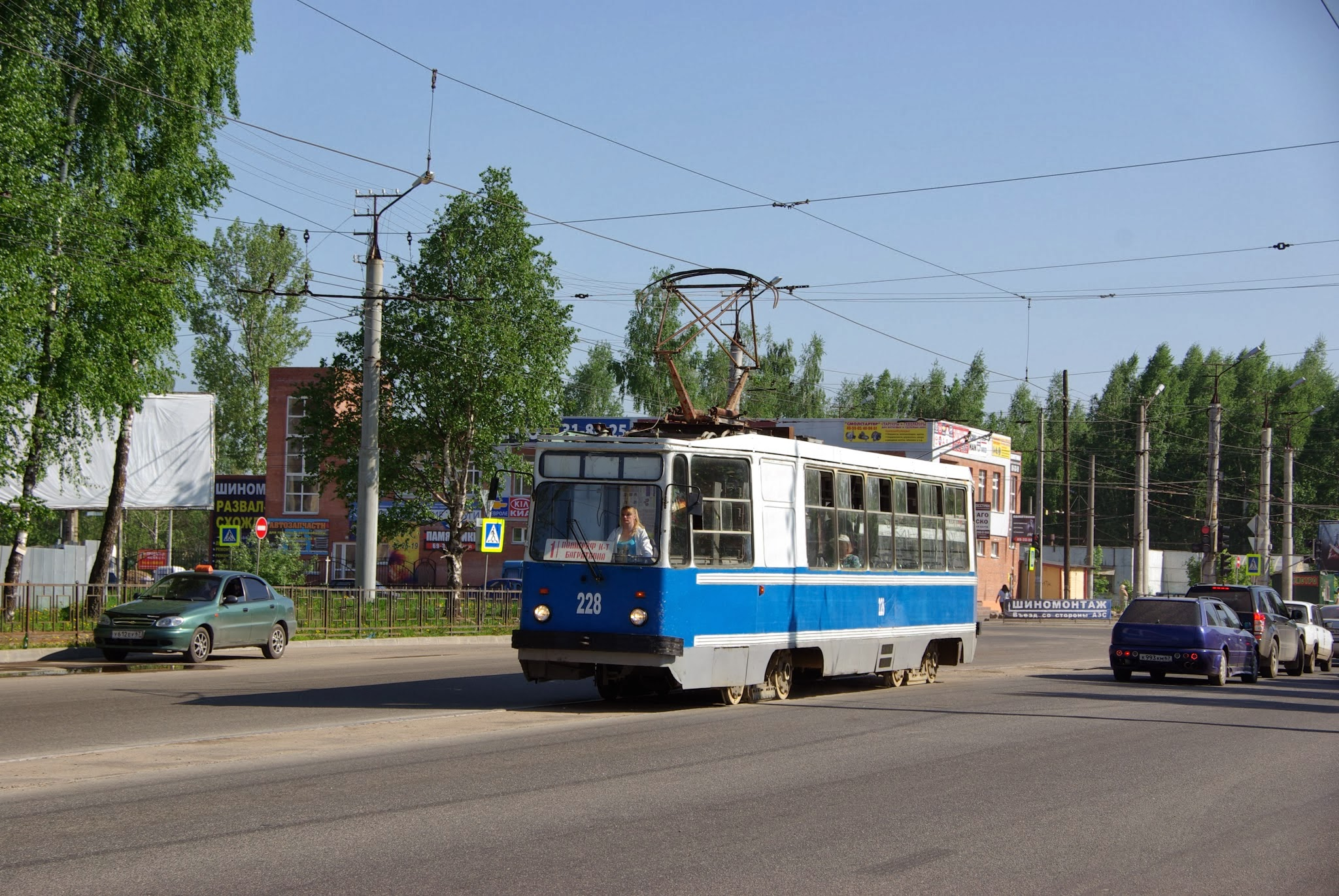
ЛМ-93 № 228 в Смоленську
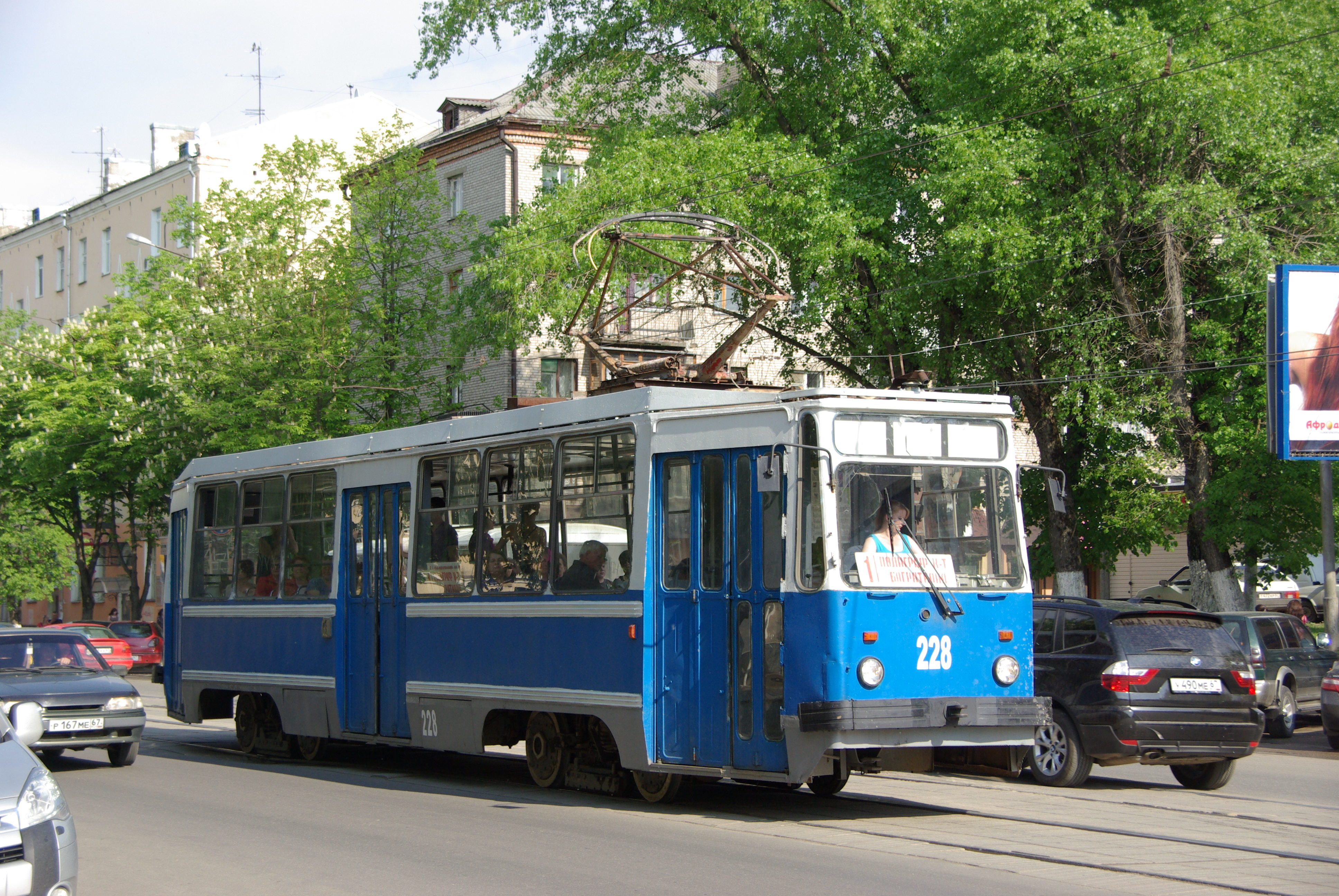
ЛМ-93 № 228 в Смоленську
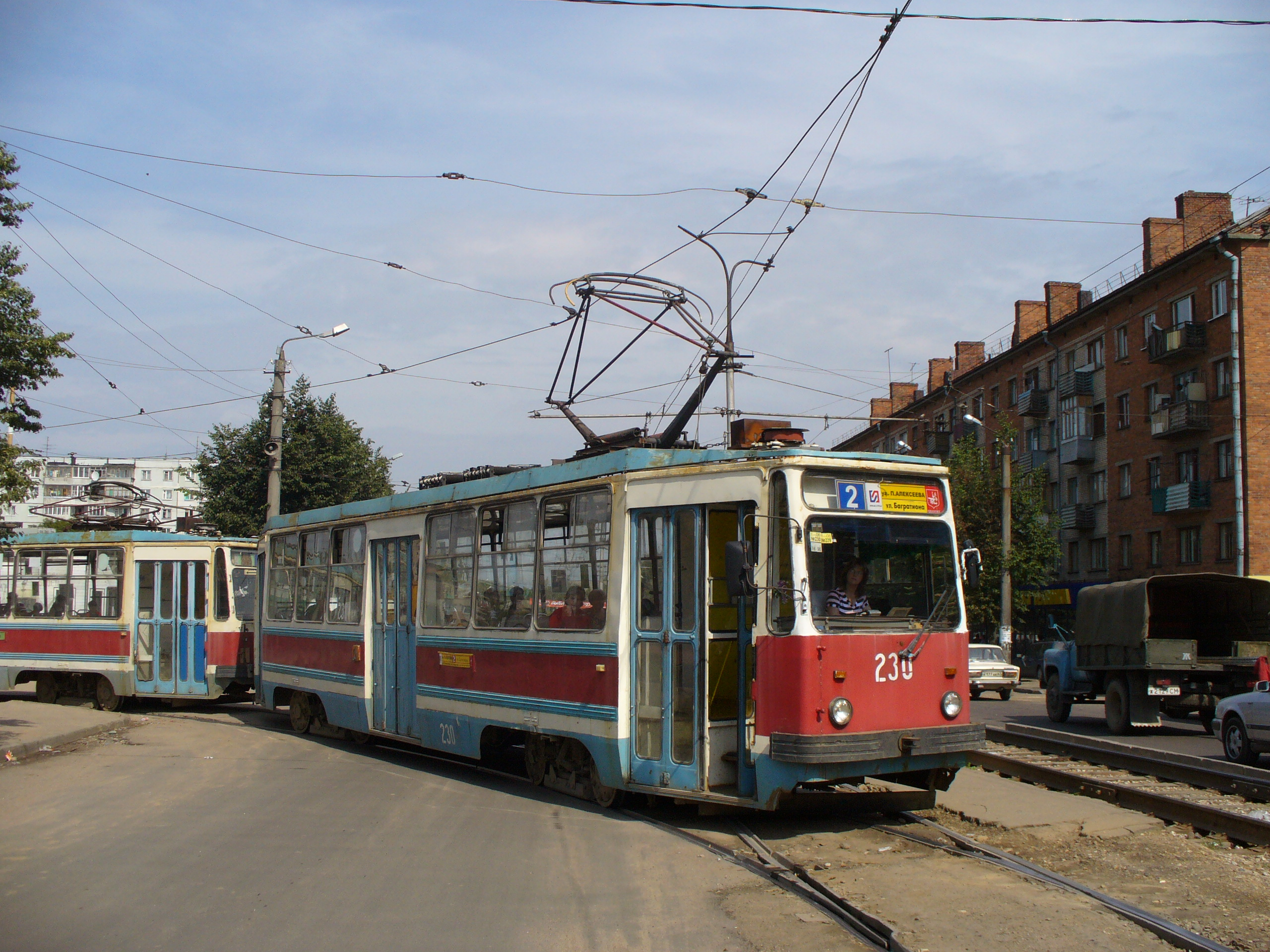
ЛМ-93 № 230 і № 229 в Смоленську
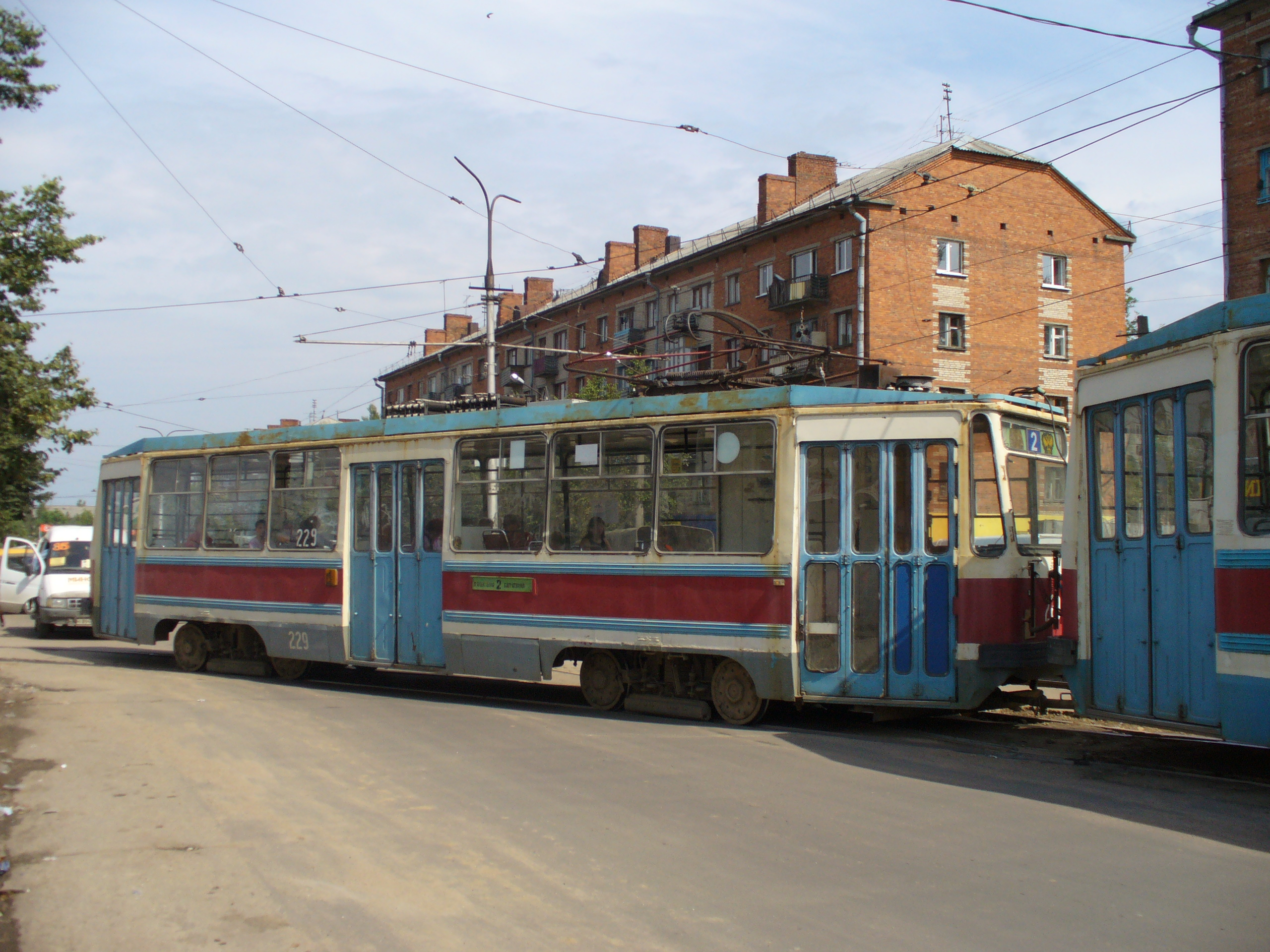
ЛМ-93 № 229 в Смоленську
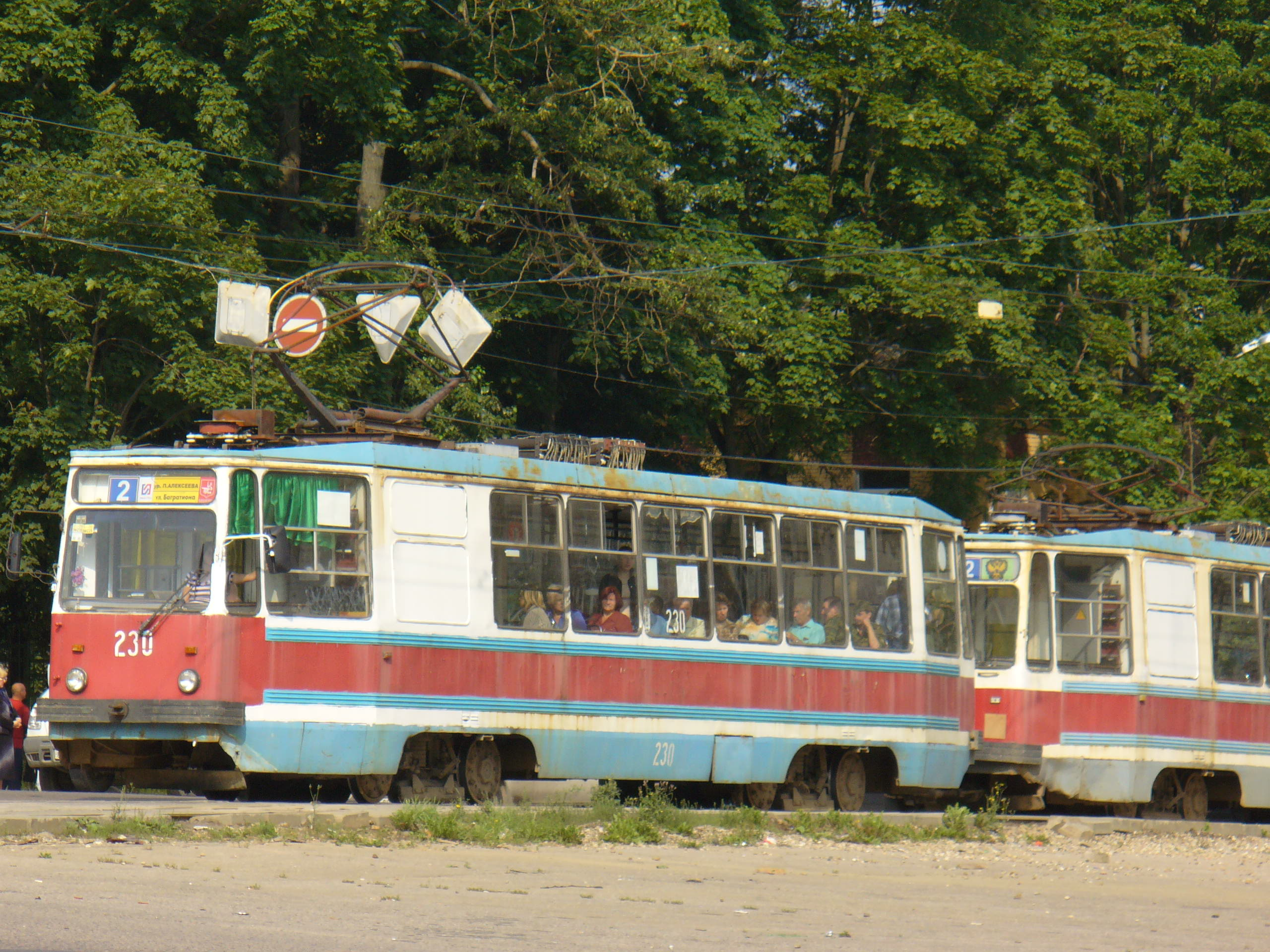
ЛМ-93 № 230 і № 229 в Смоленську
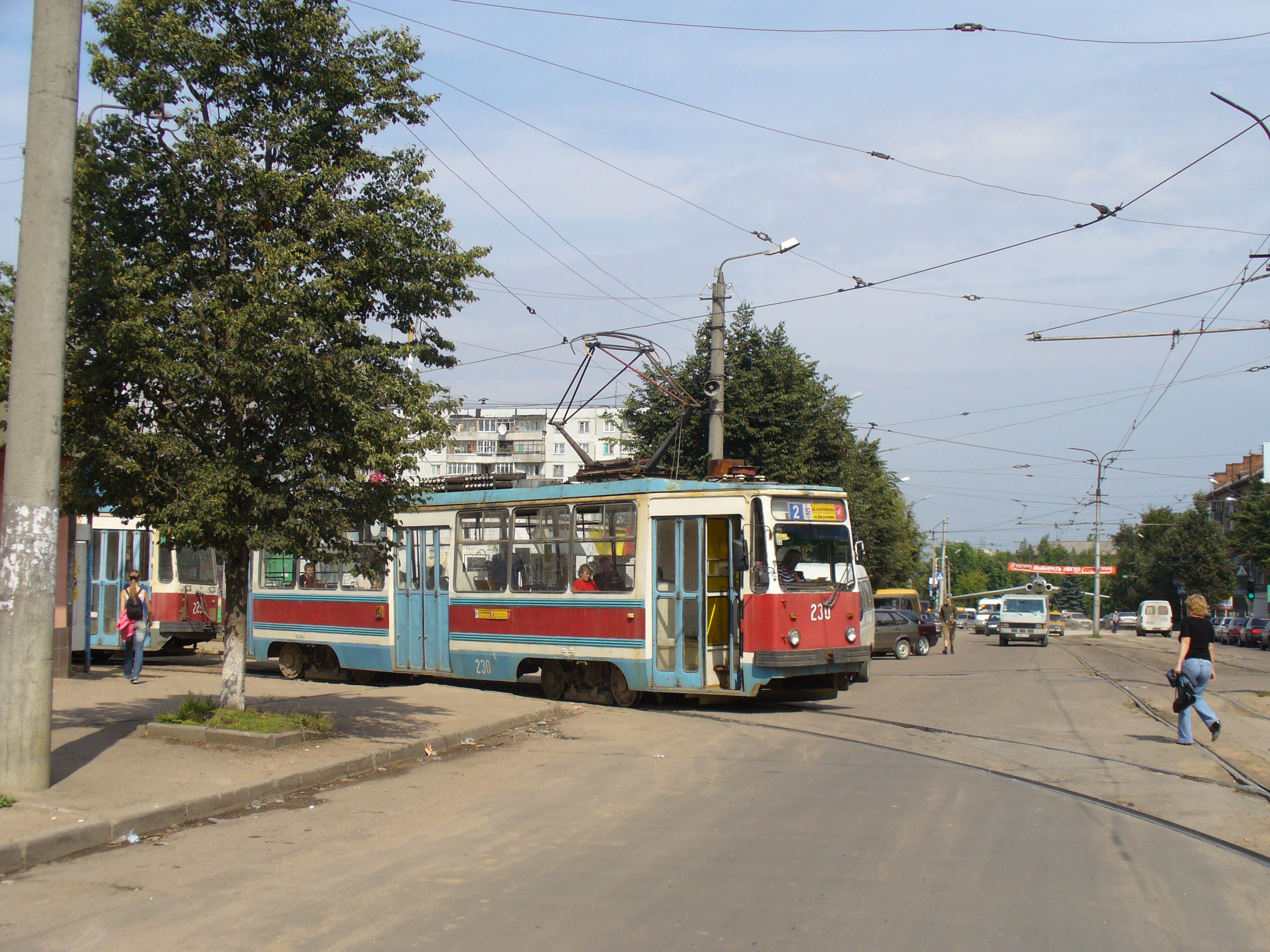
ЛМ-93 № 230 і № 229 в Смоленську
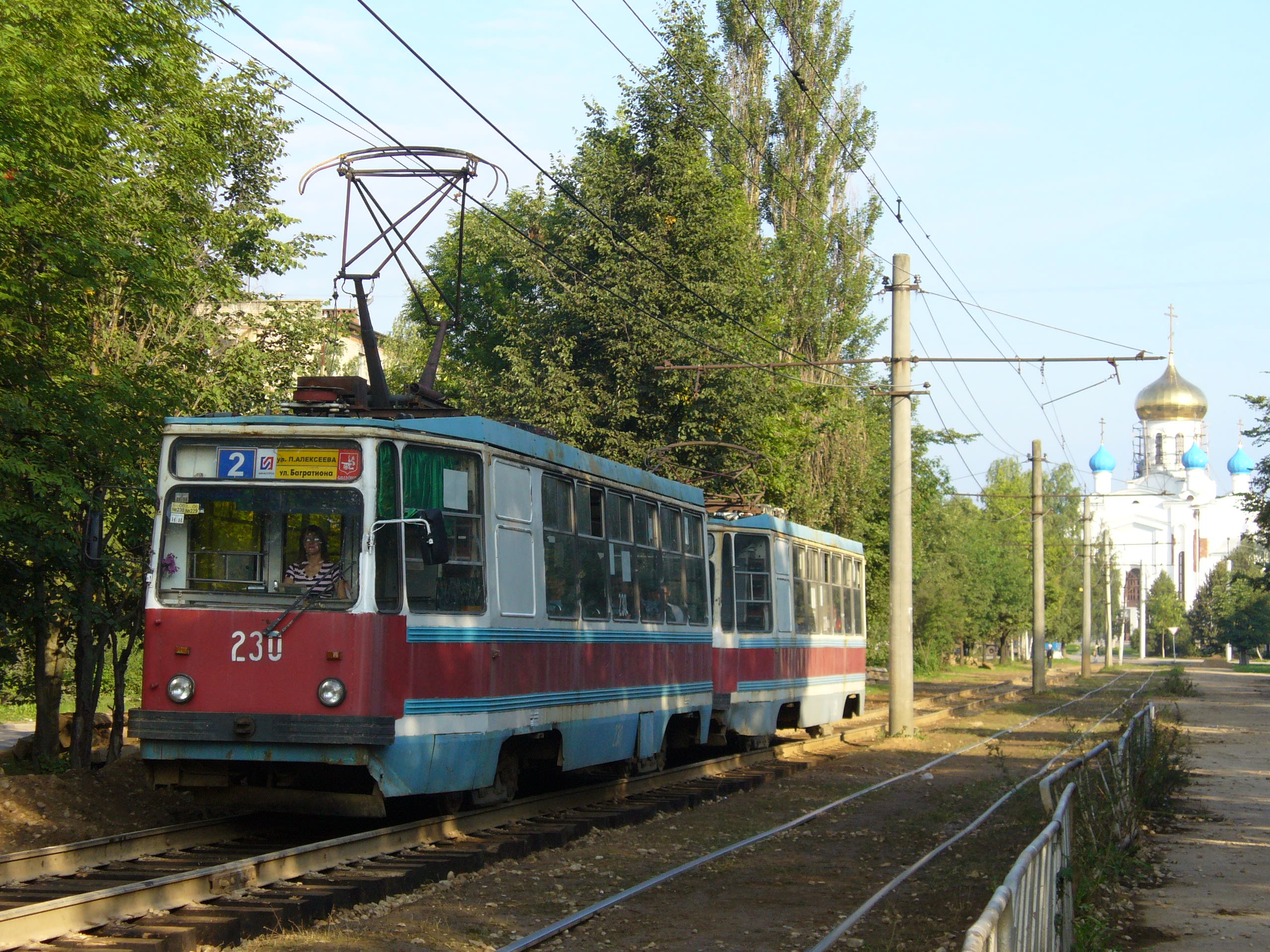
ЛМ-93 № 230 і № 229 в Смоленську
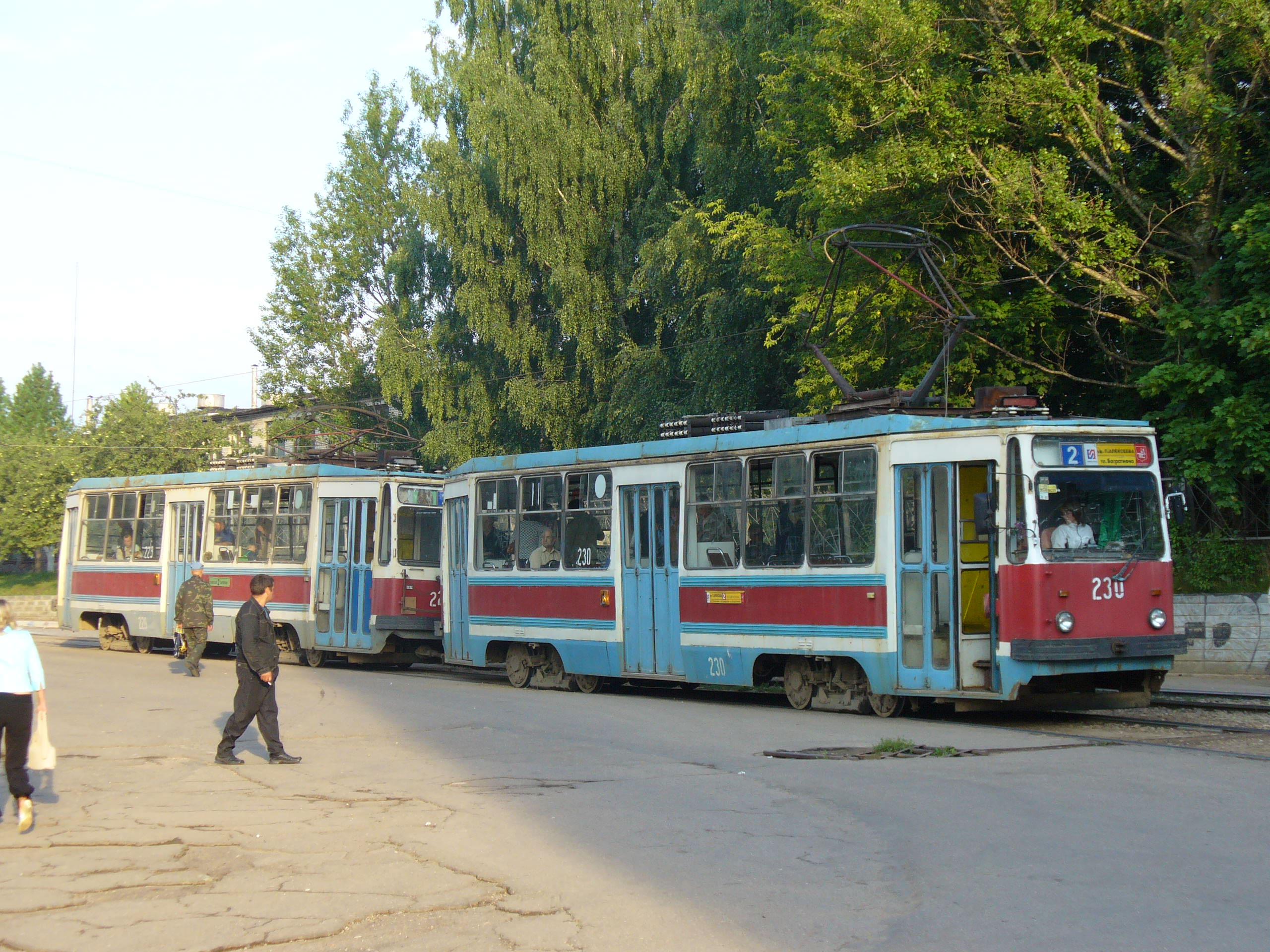
ЛМ-93 № 230 і № 229 в Смоленську
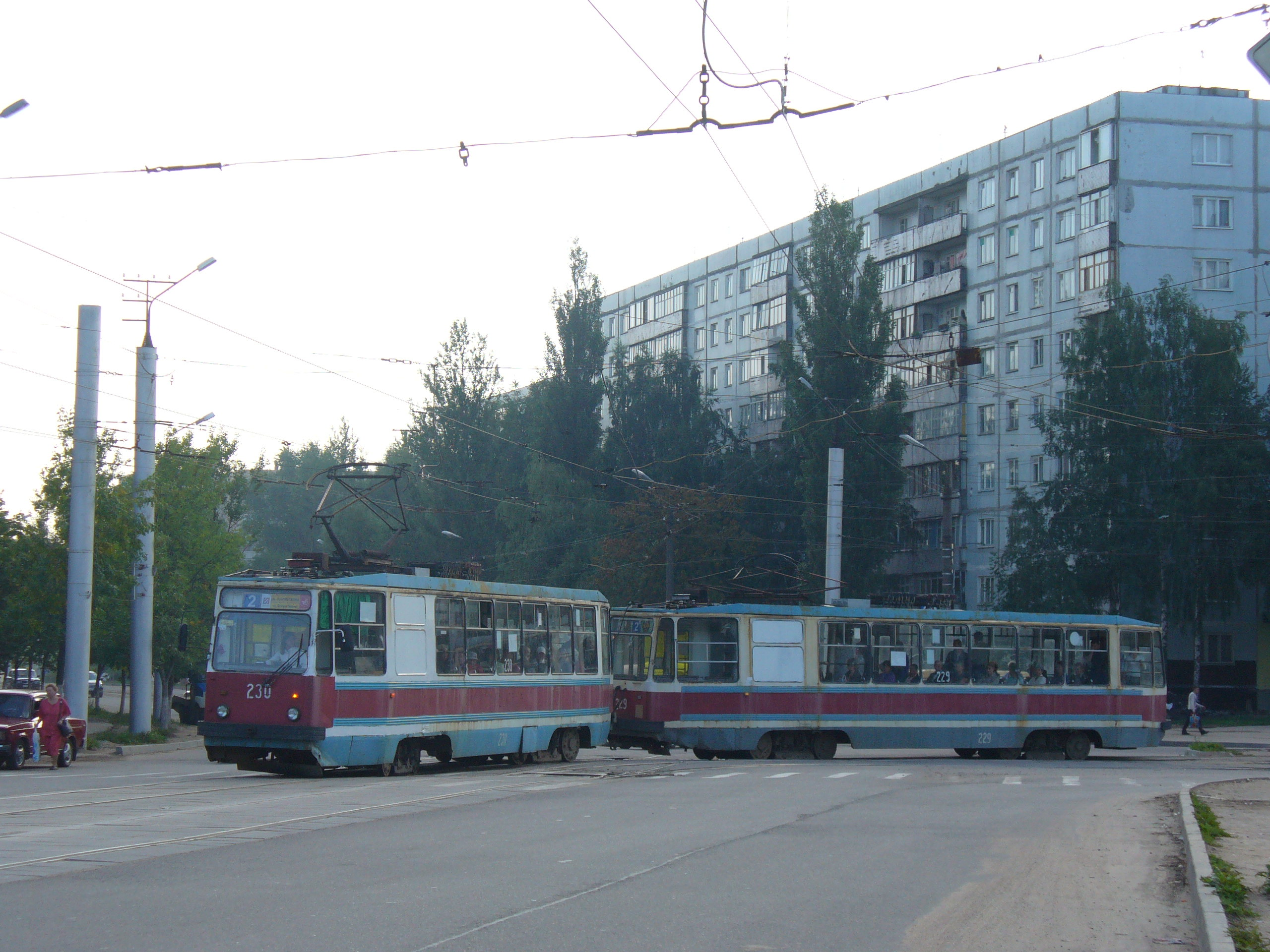
ЛМ-93 № 230 і № 229 в Смоленську
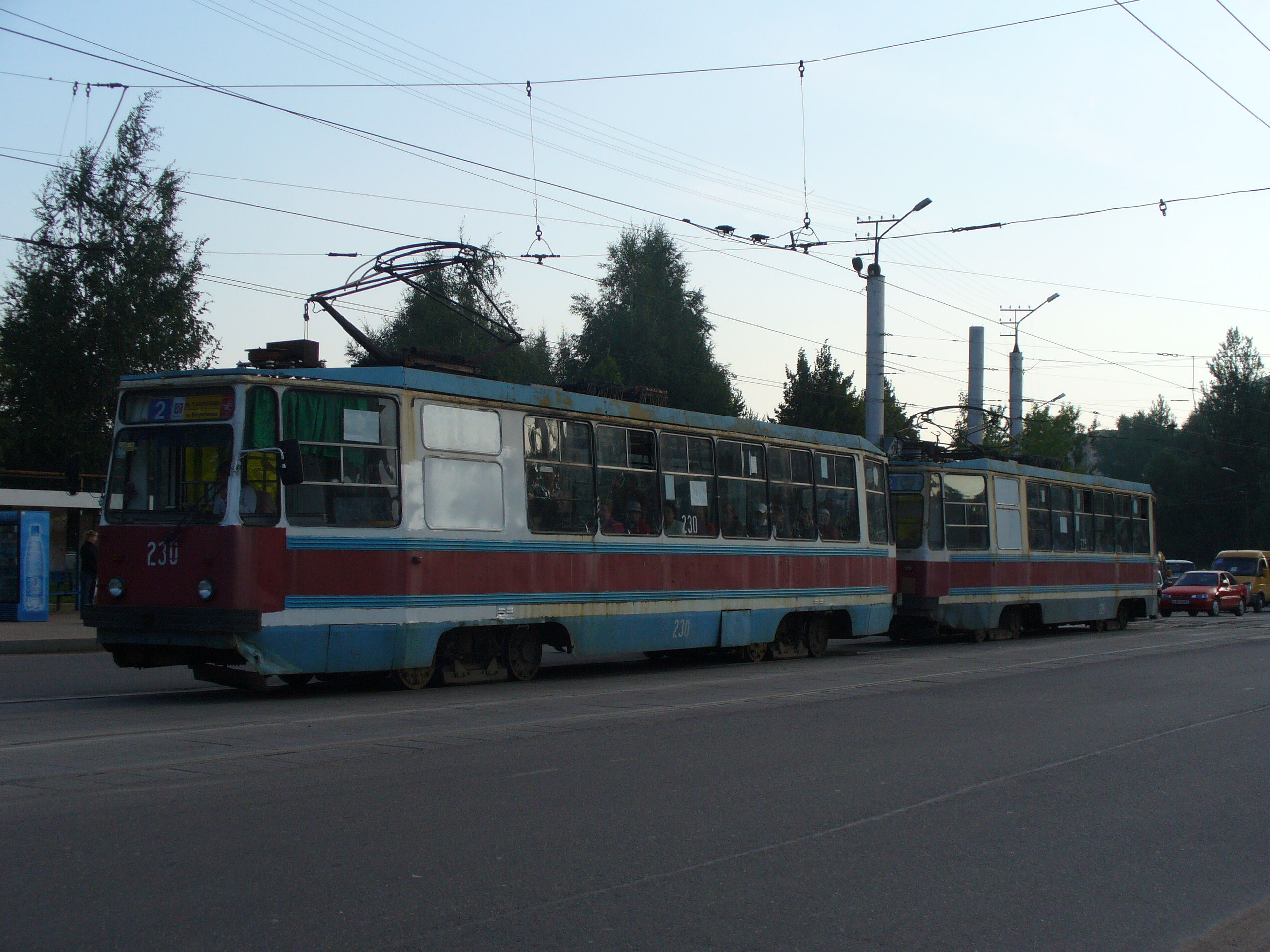
ЛМ-93 № 230 і № 229 в Смоленську
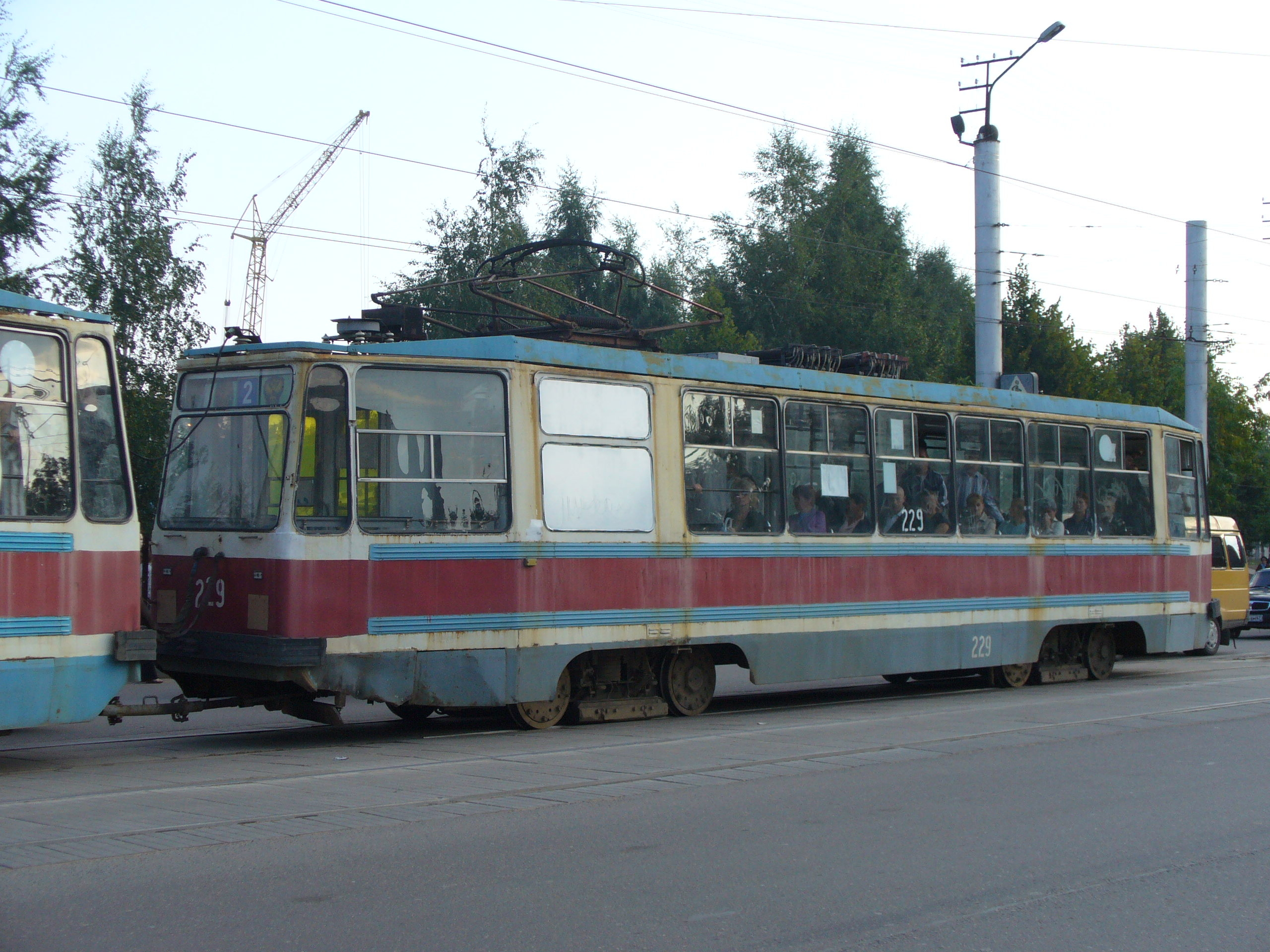
ЛМ-93 № 229 в Смоленську
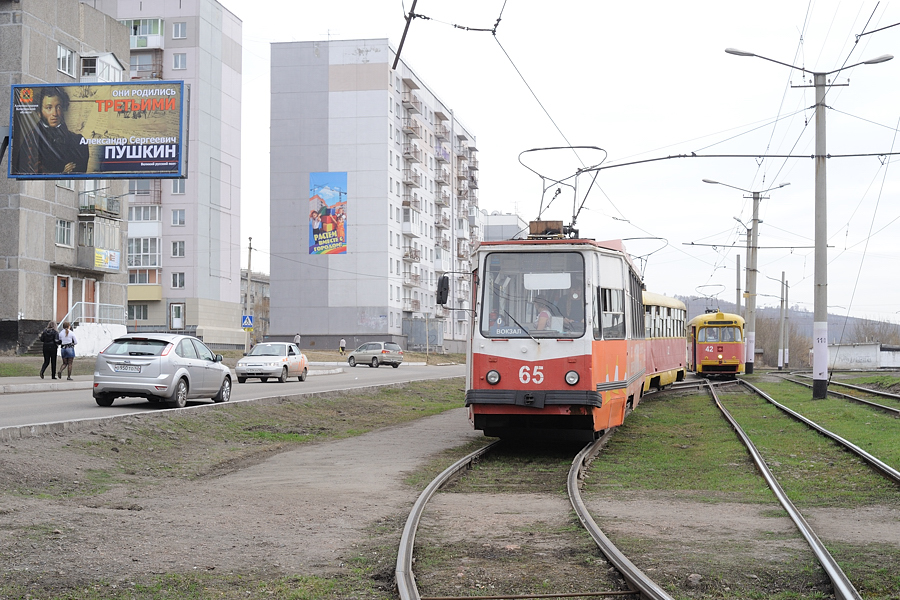
ЛМ-93 № 65 в Осинниках
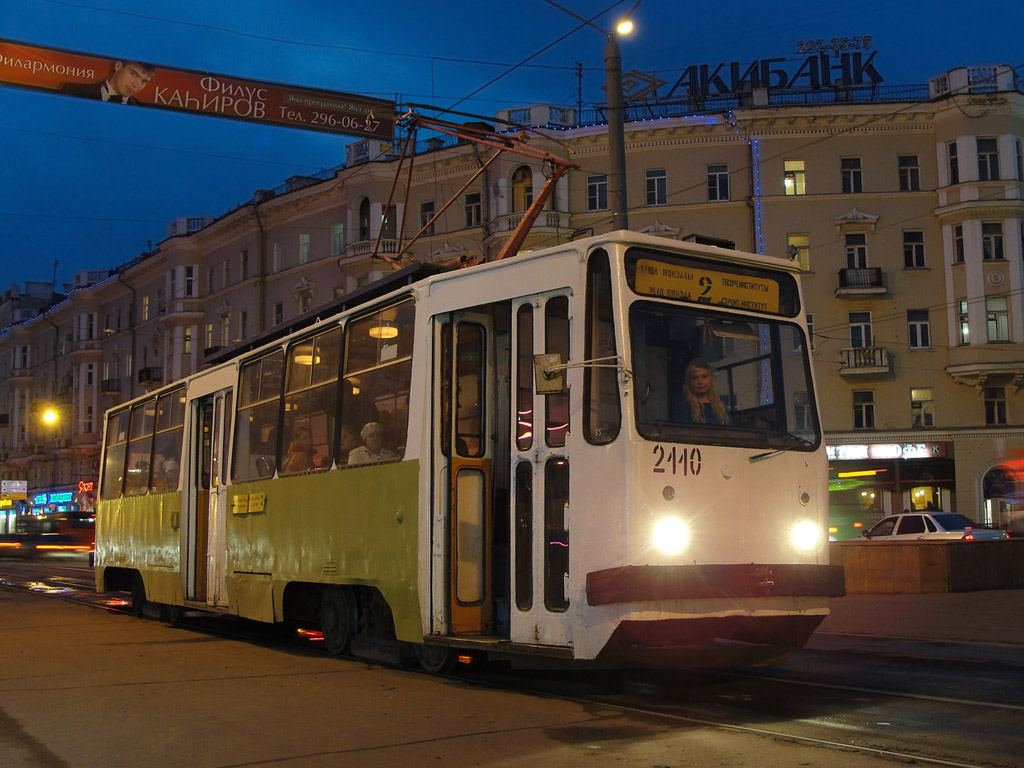
ЛМ-93 № 2110 в Казані
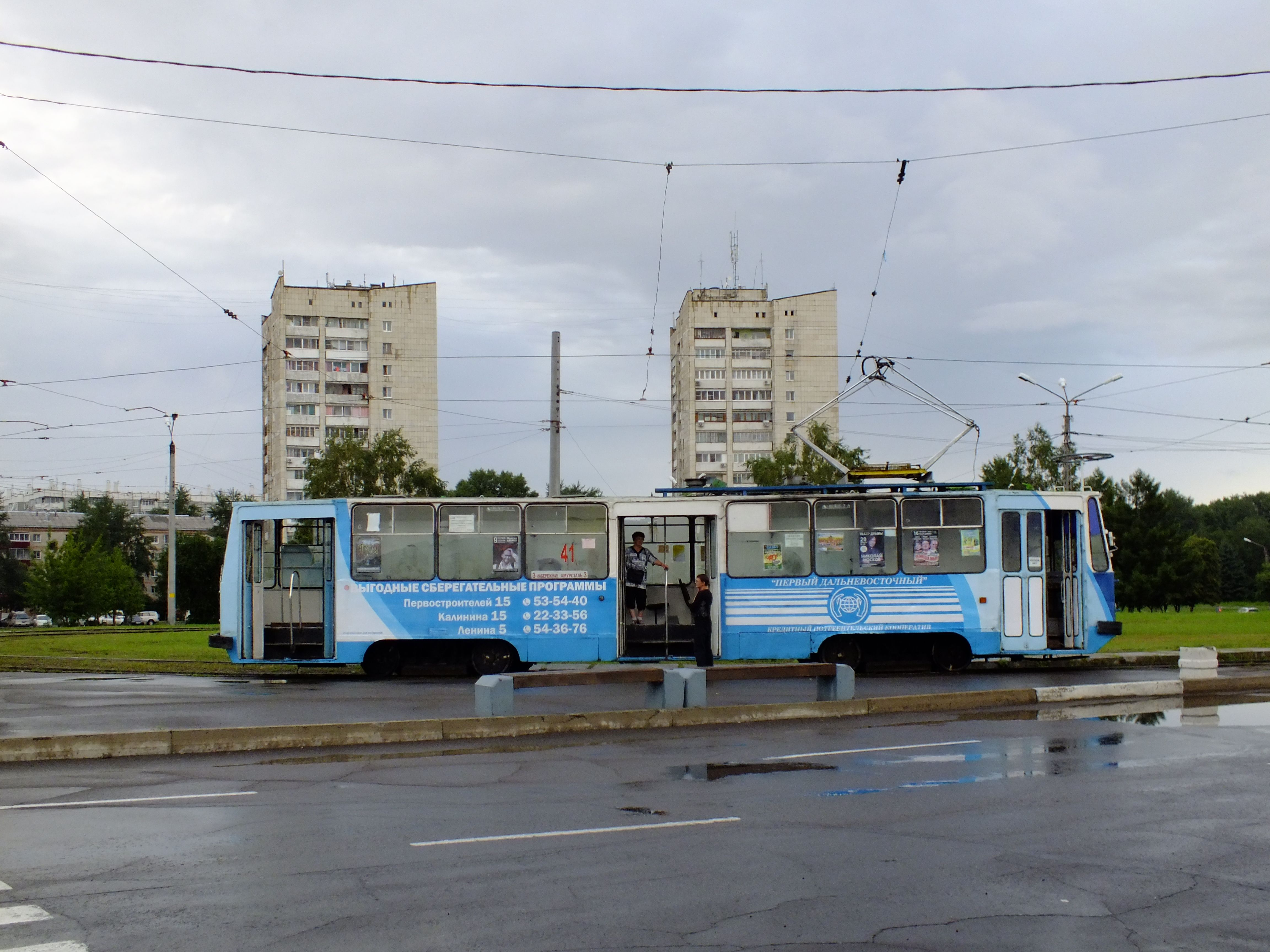
ЛМ-93 № 41 на річному вокзалі Комсомольська-на-Амурі
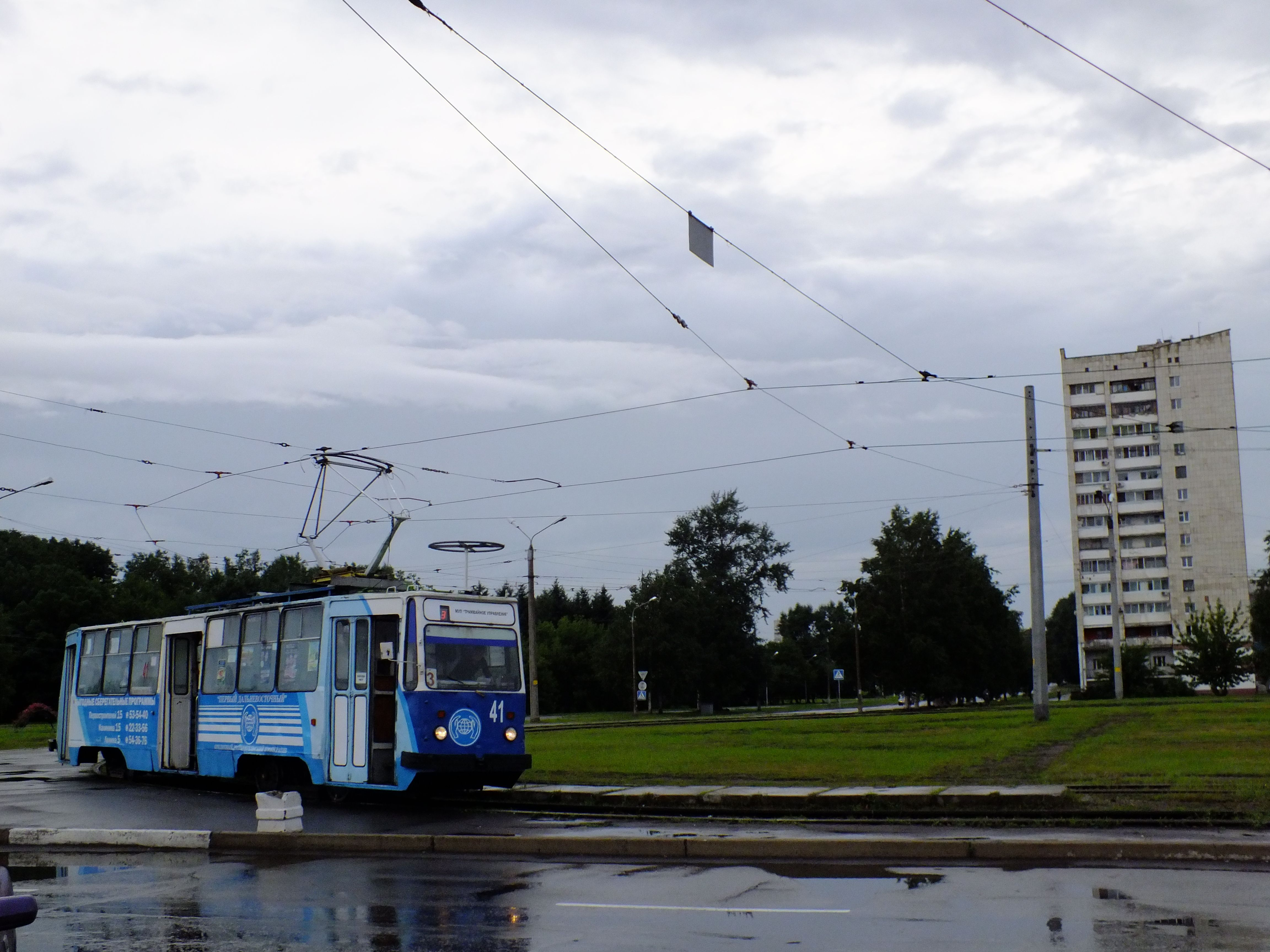
ЛМ-93 № 41 на річному вокзалі Комсомольська-на-Амурі
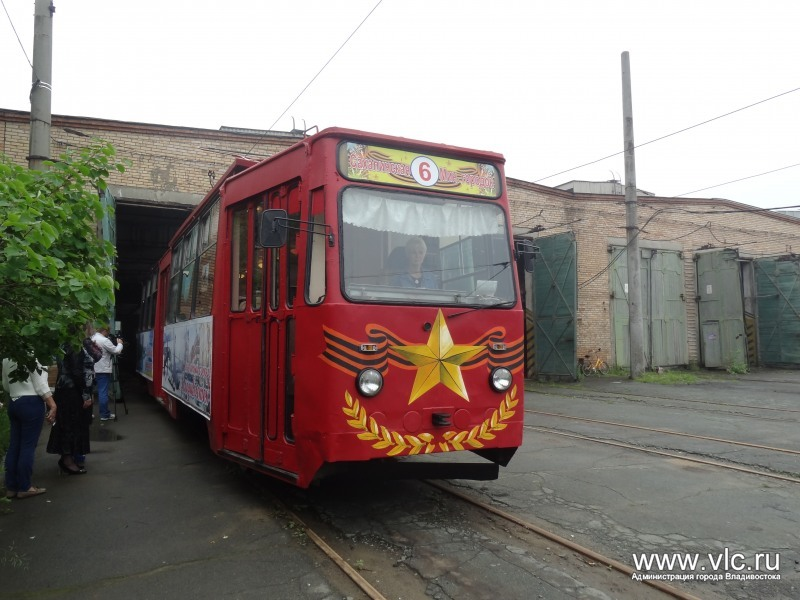
ЛМ-93 № 320 в Владивостоці
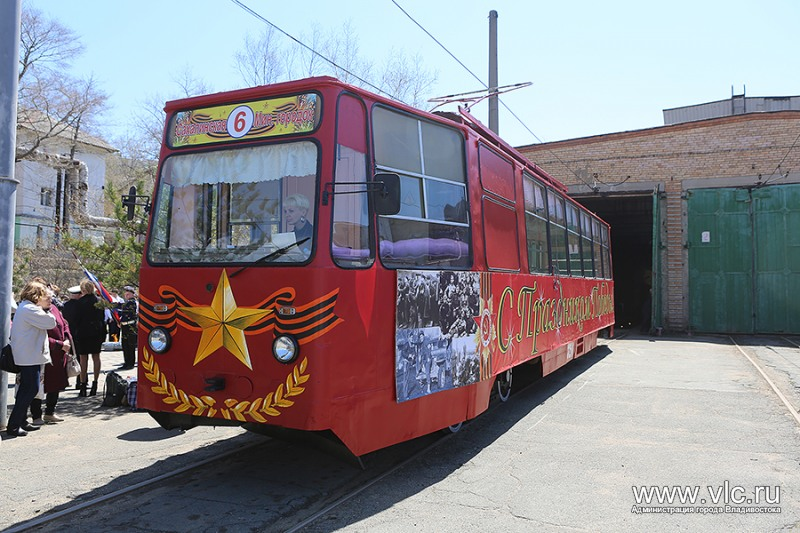
ЛМ-93 № 320 в Владивостоці
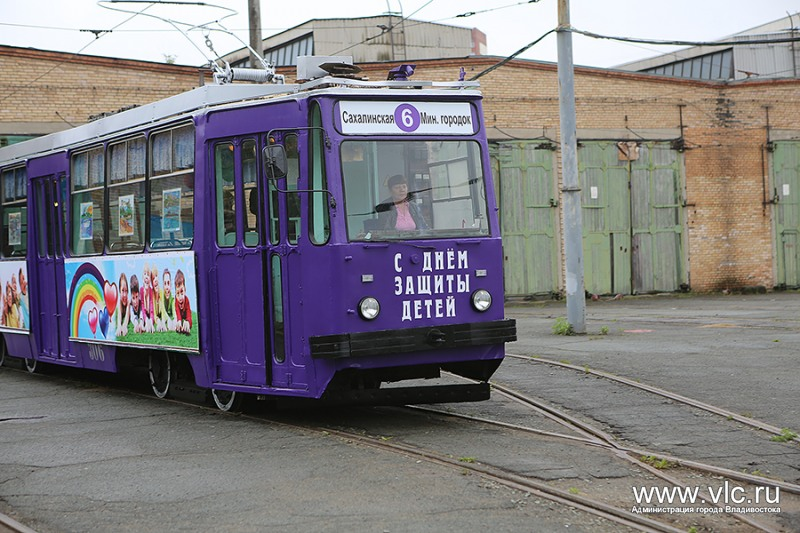
ЛМ-93 № 306 в Владивостоці